# 藤堂高聴
藤堂 高聴（とうどう たかより）は、伊勢久居藩の第15代藩主。久居藩藤堂家15代。久居陣屋の主。

## 生涯
文化7年（1810年）11月23日、第13代藩主・高邁の五男として生まれる。文政元年（1818年）に父が隠居したときには幼少のために家督を継げず、叔父の高秭が継いだ。高聴は高秭の養子となって、文政10年12月16日（1828年）に従五位下・主水正に叙位・任官し、天保3年（1832年）3月9日の高秭の隠居で家督を継ぎ、3月23日に佐渡守に遷任する。
天保7年（1836年）の天候不順で凶作となり、藩財政が悪化する。このため、倹約や諸費節減を行なう一方で、天保14年（1843年）には吉武五郎大夫らによる荒地開墾を行ない、弘化元年（1844年）には領内南部の戸木地内下河原の開墾を行ない、雲出川の堤普請も行った。この開墾には武士、町民、農民などが総出で行い、豊かな田畑が開墾されることとなった。
しかし弘化4年（1847年）7月に久居城が全焼し、安政元年（1854年）の大地震、万延元年（1860年）の物価高騰などにより、財政は完全には好転しなかった。嘉永4年（1851年）には文武を奨励し、また外国船の到来に備えて安政3年（1856年）に壮士組を編成し、オランダ式の軍備拡張を行なっている。

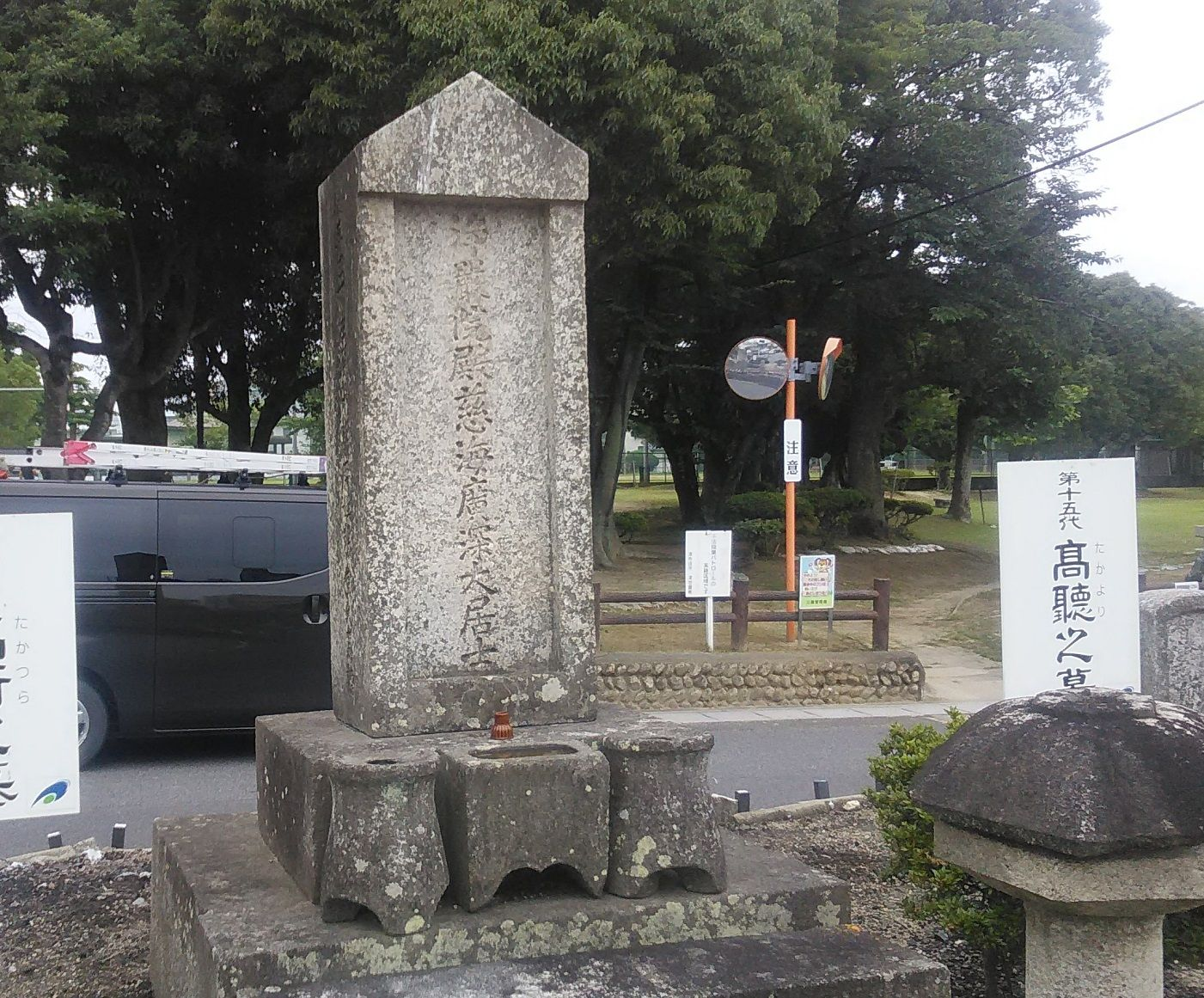
藤堂高聴の墓(津市寒松院)

文久3年（1863年）、本家の津藩の代理として第14代将軍・徳川家茂に従って上京するが、まもなく病に倒れ、8月9日に久居で死去した。享年54。
『久居市史』によると、高聴には嫡子として次男・高行がおり、高聴の死後に跡を継ぐはずだったが、高聴の後を追うように10月18日に死去したため、（高聴か高行の）養子である高邦が跡を継いだ。

## 系譜
父母
- 藤堂高邁（実父）
- 藤堂高秭（養父）

正室
- 徳 ー 山内豊策の五女

子女
- 藤堂高茂
- 藤堂高行（次男）
- 藤堂高義
- 増銘子 ー 佐竹義堯継室
- 所刀禰
- 兎万子
- 錦子
- 花都子
- 澤子 ー 藤堂高邦正室
- 石子

養子
- 藤堂高邦 ー 藤堂長徳の次男